# 佩尼亚夫洛尔
佩尼亚夫洛尔，是西班牙安达卢西亚自治区塞维利亚省的一个市镇。总面积83平方公里，总人口3728人（2001年），人口密度45人/平方公里。